# Assemblée générale de l'Union astronomique internationale de 1982
18e assemblée générale de l'Union astronomique internationale
La 18e assemblée générale de l'Union astronomique internationale s'est tenue en août 1982 à Patras, en Grèce.